# Paul Kupperberg
Paul Kupperberg (né le 14 juin 1955) est un scénariste et un créateur de bandes dessinées américain. Auteur prolifique, il a été rédacteur en chef de DC Comics.
Il est le frère d'Alan Kupperberg, qui travaillait également dans le domaine de la bande dessinée.

## Comics
Kupperberg a écrit environ 1 000 scénarios de comics. Il a commencé son travail chez DC sur des publications de Superman, Action Comics, Supergirl et Superboy, ainsi que sur Doom Patrol, Vigilante, Green Lantern, The Brave and the Bold, Showcase, Superman Family, House of Mystery, Weird War Tales, Justice League of America, Ghosts, Star Trek, Aquaman, Adventure Comics, The Savage Sword of Conan et plusieurs autres. 
Avec Jan Duursema, il a créé le personnage Arion (en) de la parution Warlord #55 (mars 1982). 